# فلاديمير فيبير
فلاديمير فيبير (بالروسية: Вебер, Владимир Владимирович)‏ هو مدرب كرة قدم ولاعب كرة قدم روسي في مركز حراسة المرمى، ولد في 20 يوليو 1941 في أومسك في روسيا. لعب مع زمبرو تشيسيناو وميلسامي أورهي.

## وصلات خارجية
- فلاديمير فيبير على موقع قاعدة بيانات كرة القدم.إي يو (الإنجليزية)
- فلاديمير فيبير على موقع Soccerway.com (الإنجليزية)
- فلاديمير فيبير على موقع عالم كرة القدم.نت (الإنجليزية)